# Bolbitis appendiculata
Bolbitis appendiculata är en träjonväxtart som först beskrevs av Carl Ludwig Willdenow, och fick sitt nu gällande namn av Iwatsuki. Bolbitis appendiculata ingår i släktet Bolbitis och familjen Dryopteridaceae. Inga underarter finns listade.